# Chmod
chmod (abbreviazione dalla lingua inglese di change mode, cambio modalità) è un comando dei sistemi operativi Unix e Unix-like, e più in generale dei sistemi POSIX, che è utilizzato per modificare i permessi di accesso di file e directory. È anche usato per cambiare alcuni flag che identificano modalità speciali come setuid, setgid e lo sticky bit. L'invocazione di chmod per cambiare i permessi risente del filtro applicato da umask.
chmod è anche il nome di una chiamata di sistema, definita dallo standard POSIX, che modifica i permessi di un file o directory. Di fatto il comando chmod opera invocando l'omonima chiamata di sistema. Il comando è apparso per la prima volta nella prima versione Unix di AT&T ed è presente nei sistemi operativi Unix e Unix-like.

## Sintassi
La sintassi generale di chmod è la seguente:
chmod [opzioni] [--] modalità file1 [file2 ...]
Il parametro modalità indica le modifiche da applicare ai permessi.
Il doppio trattino -- (facoltativo) indica che i parametri successivi non sono da considerarsi opzioni.
Alcune opzioni di solito implementate sono:
- -R Ricorsivo, cioè include gli oggetti delle sottodirectory.
- -v verboso, mostra i cambiamenti effettuati agli oggetti (gli oggetti non modificati non vengono mostrati).

## Collegamenti simbolici
I collegamenti simbolici non hanno mai permessi propri, essendo solo riferimenti per nome ad un altro file, e a tutti gli effetti si può considerare che abbiano i permessi del file o della directory a cui si riferiscono.
È al limite possibile, in alcuni sistemi, dare opzioni per il cambiamento ricorsivo dei permessi seguendo anche i collegamenti simbolici (ad es. nel caso dei sistemi di derivazione BSD come FreeBSD, OpenBSD e NetBSD, e anche macOS).

### Esempi

#### Rappresentazione simbolica
- chmod "u=rwx","g=rx","o=x" nomeFile
- chmod "o=+rx" nomefile
- chmod "u=+rwx","go=-" nomefile
- chmod "u=+rwS","go=-" nomefile

Per il significato di S vedi anche gli altri permessi Unix.

#### Rappresentazione ottale
Nella rappresentazione ottale ogni cifra indica i permessi per i differenti utenti.
- chmod UGO nomefile

La cifra U rappresenta il livello di permessi per l'utente, G il livello di permessi del gruppo e O il livello di permessi generale
La tabella seguente indica il significato dei singoli valori
| Valore binario (rwx) | Valore decimale | Permessi                         |
| -------------------- | --------------- | -------------------------------- |
| 111                  | 7               | lettura, scrittura ed esecuzione |
| 110                  | 6               | lettura e scrittura              |
| 101                  | 5               | lettura ed esecuzione            |
| 100                  | 4               | solo lettura                     |
| 011                  | 3               | scrittura ed esecuzione          |
| 010                  | 2               | solo scrittura                   |
| 001                  | 1               | solo esecuzione                  |
| 000                  | 0               | nessuno                          |

Esempi:
- chmod 734 nomefile

assegna tutti i permessi all'utente, scrittura ed esecuzione per il gruppo e solo lettura per tutti gli altri.
- chmod 777 nomefile

assegna tutti i permessi all'utente corrente, al suo gruppo ed anche a tutti gli altri.
- chmod -R 777 nomedirectory

come il precedente ma riguarda una directory e tutti i file esistenti all'interno della stessa.

### Modalità

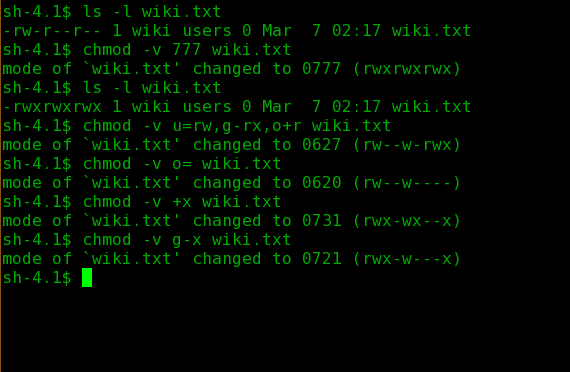
Esempi di utilizzo di chmod

La modalità è una stringa che indica come impostare o modificare i permessi dei file e delle directory specificate. Può essere espressa come numero ottale, o in forma simbolica.

#### Modalità numerica ottale
È un numero composto da una a quattro cifre ottali (ad es 640 o 4755), secondo la rappresentazione ottale dei permessi, che indica direttamente i permessi da attribuire al file senza tener conto di quelli già presenti.
Ad esempio un permesso 755 imposta lettura, scrittura ed esecuzione (7) per il proprietario (prima cifra), e lettura ed esecuzione (i due 5) per gruppo (seconda cifra) ed altri (terza cifra).

#### Modalità simbolica
È una serie di uno o più valori testuali separati da virgola.
Ogni valore è a sua volta composto di tre parti:
- una prima parte composta da zero o più lettere che selezionano le classi (proprietario, gruppo, altri) per cui si vuole modificare il permesso:
  - u – seleziona la classe relativa al proprietario
  - g – seleziona la classe relativa al gruppo
  - o – seleziona la classe relativa agli altri utenti
  - nessuna lettera o a – seleziona tutte le classi
- una seconda parte composta da un singolo carattere che indica se i permessi dovranno essere aggiunti, rimossi o impostati per le classi selezionate:
  - + – aggiunge permessi specificati alle classi selezionate; non rimuove permessi già concessi ma non specificati
  - = – imposta i permessi specificati nelle classi selezionate; rimuove eventuali permessi già concessi ma non specificati
  - - – rimuove i permessi specificati dalle classi selezionate
- una terza parte composta da zero o più lettere (es. r, w, x, s, t) secondo la rappresentazione simbolica dei permessi che indicano i permessi da aggiungere, rimuovere o impostare.

Esempi di modalità espresse in maniera simbolica sono "ugo=rwx", "u=rwx,go=r",  "+x".

#### Esempi di modalità
- 0755 – imposta lettura, scrittura ed esecuzione per il proprietario, e lettura ed esecuzione per gruppo ed altri (comune per le directory e per i file eseguibili);
- 0700 – imposta lettura, scrittura ed esecuzione per il proprietario, nessun permesso per il gruppo e per gli altri (comune per le directory private);
- 0600 – imposta lettura e scrittura per il proprietario, e nessun permesso per il gruppo e per gli altri (comune per file di dati personali);
- 0640 – imposta lettura e scrittura per il proprietario, solo lettura per il gruppo e nessun permesso per gli altri (comune per file di dati da condividere);
- +r – aggiunge il permesso di lettura per il proprietario, per il gruppo e per gli altri. Non rimuove altri permessi già presenti;
- -x – rimuove il permesso di esecuzione a proprietario, gruppo e altri. Non rimuove altri permessi già presenti;
- u=rx – imposta il permesso di lettura ed esecuzione al proprietario, rimuovendo eventuali permessi di scrittura già presenti; non altera i permessi per gli altri;
- u=rx,go= – imposta il permesso di lettura ed esecuzione al proprietario, rimuovendo un eventuale permesso di scrittura già presente; rimuove tutti i permessi esistenti per il gruppo e per gli altri.

## La chiamata di sistema chmod
La chiamata di sistema chmod è dichiarata nello header file sys/stat.h:
```
#include
 
<sys/stat.h>

int
 
chmod
(
const
 
char
 
*
path
,
 
mode_t
 
mode
);

```

Il tipo mode_t è un tipo opaco (solitamente un tipo numerico intero) che rappresenta dei permessi d'accesso.
Il parametro path indica il nome del file o directory di cui cambiare i permessi.
Il parametro mode indica i permessi da assegnare al file o directory.

### Valore di ritorno
Il valore di ritorno è 0 in caso di successo. In caso di errore è -1, e la variabile errno indica l'errore specifico.